# Agnus (hop)
Agnus is een hopvariëteit, gebruikt voor het brouwen van bier.
Deze hopvariëteit is een “bitterhop”, bij het bierbrouwen voornamelijk gebruik voor zijn bittereigenschappen. Deze hop is een variëteit van de hop Sládek en wordt gebruikt in grote Tsjechische brouwerijen.

## Kenmerken
- Alfazuur: 9 – 12%
- Bètazuur: 4 – 6,5%
- Eigenschappen: geeft een goed stabiliteit aan het bier en daarom vooral gebruikt voor exportbieren